# Tehaleh
Tehaleh, früher als Cascadia bekannt, ist ein gemeindefreies Gebiet südlich von Bonney Lake im Pierce County im US-Bundesstaat Washington, das als Planstadt angelegt wurde. Der United States Census definiert den Tehaleh Census-designated place und zählte im Jahr 2020 5.784 Einwohner.

## Geschichte
Der Bau begann 2005 mit einem Planungshorizont bis zur Fertigstellung nach 20 Jahren. Der Ort wurde von Patrick Kuo designt, der das Land 1991 gekauft hatte. Zum ursprünglichen Plan für Cascadia gehörten 6.500 Wohneinheiten, ein Gewerbegebiet, ein Industriepark, Schulen und Parks zur Erholung für die Bewohner. Der Bau wurde 2008 gestoppt, vorrangig hinsichtlich des Baus weiterer Wohnungen und Geschäftsgebäude. Nach der Zwangsvollstreckung 2010 nahm die Homestreet Bank einen Großteil von Kuos Land wieder in Besitz mit der Absicht, einen neuen Bauunternehmer zur Verwirklichung der Pläne zu finden.

## Finanzkrise
Im Oktober 2009 fiel die Cascadia Project LLC, die Firma hinter dem Entwicklungsprojekt Cascadia, unter Chapter 11 bei Insolvenzverfahren. Laut der HomeStreet Bank, die das Projekt finanzierte, konnten über 72 Mio. US$ an Krediten nicht bedient werden. Die HomeStreet Bank plante die Zwangsvollstreckung und Versteigerung des Gemeinde-Landes, das nur aufgrund einer Schule und einiger Infrastrukturprojekte hinter dem Zeitplan zur Realisierung war.  Der Insolvenzplan der Cascadia Project LLC wurde vom zuständigen Insolvenzgericht, dem U.S. Bankruptcy Court, zurückgewiesen und die HomeStreet Bank schloss das Zwangsvollstreckungsverfahren ab und hielt am 24. September 2010 eine Auktion ab. Da es keine qualifizierten Gebote gab, fiel das Eigentum an die HomeStreet Bank zurück. Nach der Auktion suchte die HomeStreet Bank weiter nach einem neuen Investor für das Projekt.

## Wiederauferstehung als Tehaleh
Die Newland Communities und die North American Sekisui House retteten 2011 das Projekt durch Verkauf von 1.700 der ursprünglich 2.023 ha für 49 Mio. US$. Das Projekt wurde in Tehaleh umbenannt, abgeleitet von Worten für „Highlands“ (Hochebenen) oder „the land above“ (das Land darüber). Der überarbeitete Plan sieht den Bau von 5.900 Häusern und 37,2 ha für Gewerbeflächen in den nächsten 25 Jahren vor. Der Plan bewahrt auch die vielen Parks und Wege aus dem fehlgeschlagenen Cascadia-Projekt. Am 26. September 2012 wurden in Tehaleh die ersten 10 Musterhäuser eröffnet.
Aufgrund der Hochlage auf einem Plateau, etwa 140  oberhalb des nahen Puyallup River Valley, besteht für Tehaleh kein Hochwasserrisiko wie für viele andere Gemeinden in enger Nachbarschaft des Mount Rainier. Bei einem Ausbruch des Mount Rainier liegt Tehaleh außerhalb der vom U. S. Geological Survey (USGS) ermittelten Lahar-Gefahrenzone. Wegen seiner Höhe und der Lage außerhalb der Gefahrenzone schlug man in einem Projekt den Bau einer Brücke von Orting nach Tehaleh vor, die sogenannte Bridge for Kids, um den Einwohnern von Orting im Falle der Gefahr eine zusätzliche Evakuierungs-Route zum höher gelegenen Gelände von Tehaleh zu bieten.